# Ruhrs voetbalkampioenschap 1917/18
In 1917/18 werd het veertiende Ruhrs voetbalkampioenschap gespeeld, dat georganiseerd werd door de West-Duitse voetbalbond. Enkel de districtscompetities vonden plaats, er was geen verdere eindronde voor een algemene titel en ook niet voor de West-Duitse titel.

## Eindstand

### District Duisburg
Enkel de finalegroep is bekend, de voorronden niet meer. 
| Plaats | Club                      | Wed. | W | G | V | Saldo | Ptn. |
| ------ | ------------------------- | ---- | - | - | - | ----- | ---- |
| 1.     | SV Viktoria 1899 Duisburg | 4    | 3 | 1 | 0 | 13:4  | 7:1  |
| 2.     | VfvB Ruhrort 1900         | 4    | 1 | 1 | 2 | 10:9  | 3:5  |
| 3.     | Weseler SpV 1910          | 4    | 1 | 0 | 3 | 5:15  | 2:6  |

|  | Groepswinnaar |

### District Essen
| Plaats | Club                   | Wed. | W | G | V | Saldo | Ptn. |
| ------ | ---------------------- | ---- | - | - | - | ----- | ---- |
| 1.     | SC Preußen 1902 Essen  |      |   |   |   |       |      |
| 2.     | Essener TB             |      |   |   |   |       |      |
| 3.     | Essener SV 1899        |      |   |   |   |       |      |
| 4.     | Emscher                |      |   |   |   |       |      |
| 5.     | BV Altenessen 1906     |      |   |   |   |       |      |
| 6.     | BV Hohenzollern Essen  |      |   |   |   |       |      |
| 7.     | SpV Mülheim 1907       |      |   |   |   |       |      |
| 8.     | SV Karnap 1907         |      |   |   |   |       |      |
| 9.     | VfB Rehlinghausen 1908 |      |   |   |   |       |      |

|  | Groepswinnaar |

### District Gelsenkirchen-Bochum

#### Groep 1
De eindstand is niet meer bekend, enkel dat SV Preußen 04 Wanne groepswinnaar werd. 

#### Groep 2
| Plaats | Club                            | Wed. | W | G | V | Saldo | Ptn.  |
| ------ | ------------------------------- | ---- | - | - | - | ----- | ----- |
| 1.     | SV Buer-Erle 1908               | 12   | 8 | 2 | 2 | 38:14 | 18:06 |
| 2.     | BV Wattenscheid 1909            | 12   | 9 | 1 | 2 | 41:24 | 19:05 |
| 3.     | SV Union Gelsenkirchen 1910     | 10   | 6 | 0 | 4 | 49:18 | 12:08 |
| 4.     | BV Gelsenkirchen 1912           | 10   | 4 | 3 | 3 | 23:21 | 11:09 |
| 5.     | SV Heßler 06                    | 9    | 4 | 1 | 4 | 16:30 | 09:09 |
| 6.     | TV Katernberg                   | 6    | 3 | 1 | 2 | 11:09 | 07:05 |
| 7.     | SuS Katernberg                  | 8    | 2 | 1 | 5 | 21:37 | 05:11 |
| 8.     | SV Union Bismarck Gelsenkirchen | 7    | 1 | 2 | 4 | 07:06 | 04:10 |
| 9.     | SV Viktoria Recklinghausen 1909 | 4    | 1 | 0 | 3 | 11:15 | 02:06 |
| 10.    | SV Herten                       | 4    | 1 | 0 | 3 | 07:32 | 02:06 |
| 11.    | SuS Schalke 1896                | 8    | 0 | 1 | 7 | 07:25 | 01:15 |

|  | Groepswinnaar |

#### Groep 3
De eindstand is niet meer bekend, enkel dat SC Dahlhausen groepswinnaar werd. 

#### Finale
| Team 1          | Uitslag | Team 2              |
| --------------- | ------- | ------------------- |
| BV Buer-Erle 08 | 3:0     | SV Preußen 04 Wanne |

### District Dortmund
| Plaats | Club                      | Wed. | W | G | V | Saldo | Ptn. |
| ------ | ------------------------- | ---- | - | - | - | ----- | ---- |
| 1.     | SV Langendreer 04         | 6    |   |   |   |       | 11:1 |
| 2.     | SuS Lütgendortmund 06     | 6    |   |   |   |       | 8:4  |
| 3.     | SuS Alemannia 05 Dortmund | 6    |   |   |   |       | 7:5  |
| 4.     | SV Dortmund 08            | 6    |   |   |   |       | 6:6  |
| 5.     | SuS Werne                 | 6    |   |   |   |       | 5:7  |
| 6.     | VfB Dortmund 1897         | 6    |   |   |   |       | 3:9  |
| 7.     | Östlicher SV Dortmund     | 6    |   |   |   |       | 2:10 |

|  | Groepswinnaar |

### District Sauerland
| Plaats | Club                  | Wed.           | W              | G              | V              | Saldo          | Ptn.           |
| ------ | --------------------- | -------------- | -------------- | -------------- | -------------- | -------------- | -------------- |
| 1.     | FC Alemannia Hagen    | 10             |                |                |                | 21:16          | 16:4           |
| 2.     | SV 09 Arnsberg        | 10             |                |                |                | 11:8           | 16:4           |
| 3.     | FC Vorhalle 09        | 10             |                |                |                | 39:17          | 10:10          |
| 4.     | Eppenhausener FC 1911 | 10             |                |                |                | 16:11          | 10:10          |
| 5.     | FC Hagen 1905         | 10             |                |                |                | 14:21          | 6:14           |
| 6.     | FC Markana Hagen      | 10             |                |                |                | 6:37           | 2:18           |
| 7.     | FC Letmathe           | Teruggetrokken | Teruggetrokken | Teruggetrokken | Teruggetrokken | Teruggetrokken | Teruggetrokken |

|  | Groepswinnaar |